# Johannes Brunner
Johannes Brunner (né en 1963 à Pfullendorf) est un artiste et réalisateur allemand.

## Biographie
Brunner étudie entre 1985 et 1991 à l'Académie des beaux-arts de Munich la sculpture. Il reçoit notamment l'enseignement de Erich Koch et d'Olaf Metzel. De 1991 à 1994, il est l'assistant de Metzel dans sa classe de sculpture. En 1992, il reçoit le prix du meilleur débutant de l'académie. De 1994 à 1996, il enseigne la sculpture et la vidéo toujours dans la même académie. Par la suite et jusqu'en 1999, il est titulaire à la Hochschule für Fernsehen und Film München. Il donne des cours sur la théorie de l'esthétique dans les médias. De 1999 à 2000, il retourne à l'académie des beaux-arts où il travaille sur le mélange des médias et des projets vidéos avec des élèves de différentes classes. De 2000 à 2002, il y est professeur invité.

## Œuvre

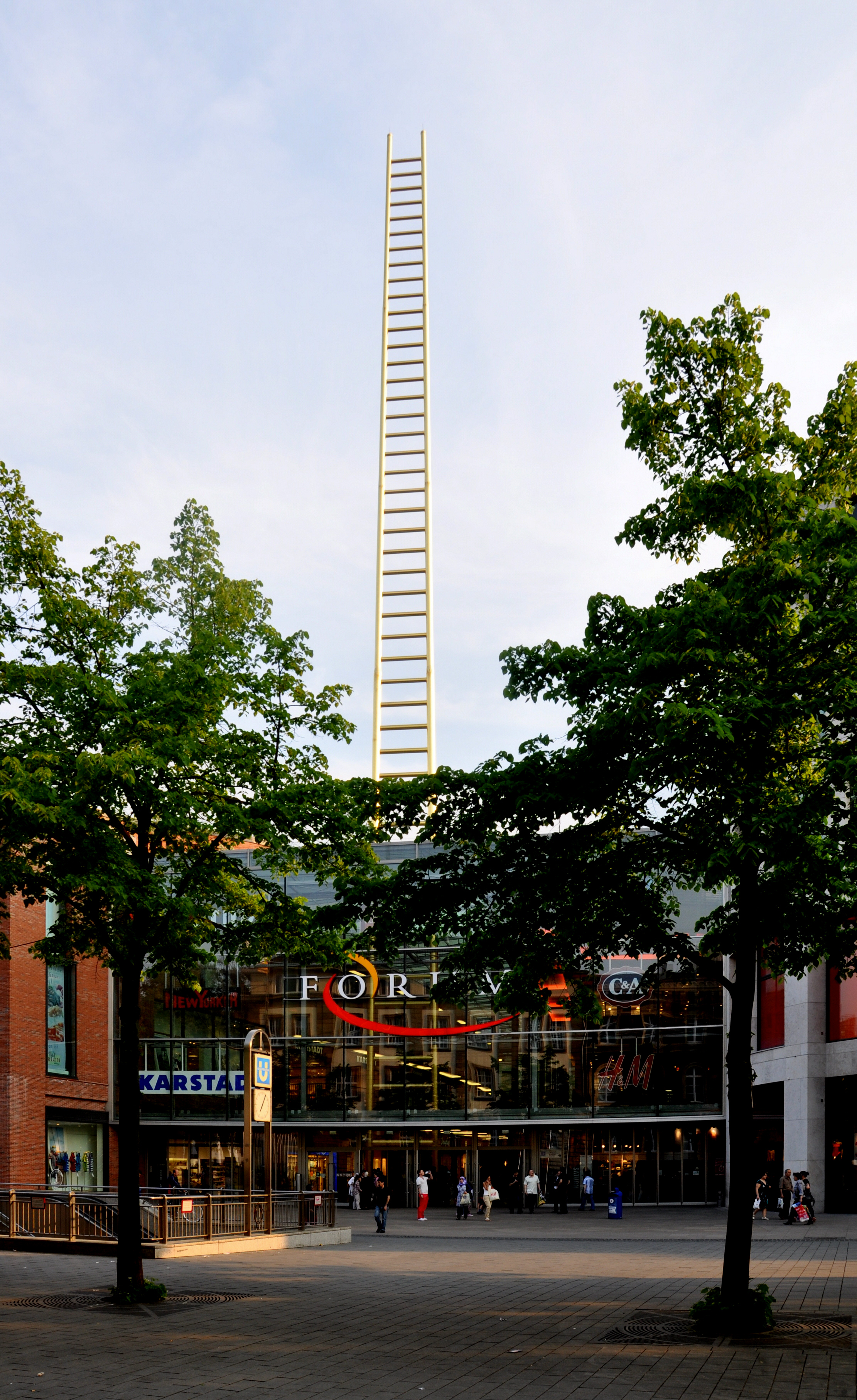
„Forum“ à Duisbourg avec le Goldenen Leiter de Brunner et Ritz

Depuis 1990, Brunner travaille avec le compositeur, vivant lui aussi à Munich, Raimund Ritz. Un élément caractéristique de leurs travaux est leurs interdisciplinarités, allant de l'art graphique, à la musique, en passant par les films, le théâtre ainsi que l'art dans la rue. Leur première œuvre est le Goldene Leiter (l'échelle dorée) dans le centre commercial Forum à Duisbourg. Cette sculpture d'acier représente une échelle allant au ciel surdimensionnée recouverte d'un manteau d'or assez pompeux. Elle fait 41 mètres de haut.
Depuis l'an 2000, Brunner tourne quelques courts-métrages comme Die gesteigerte Fahrt. La consécration vient en 2005 avec son premier long-métrage Oktoberfest avec Barbara Rudnik et Peter Lohmeyer.